# Václav Hošek
Václav Hošek (27. srpna 1914 - ???) byl český a československý politik Komunistické strany Československa a poúnorový poslanec Národního shromáždění ČSR.

## Biografie
V letech 1945–1950 byl předsedou MNV v Mělnickém Vtelně. V roce 1948 se uvádí jako rolník a předseda okresního sdružení jednot. Od roku 1949 se podílel na budování JZD v obci Mělnické Vtelno. Byl jeho předsedou. V roce 1951 působil i jako člen předsednictva OV KSČ v Mělníku a člen Krajského výboru KSČ v Praze. O svých zkušenostech se zakládáním JZD napsal propagandistickou brožuru Rolník Václav Hošek vypráví Jak budujeme Jednotné zemědělské družstvo v Mělnickém Vtelně. Od roku 1951 procházelo JZD stagnací a reakcí bylo zostření represí proti soukromým zemědělcům. Několik sedláckých rodin bylo nuceně vysídleno.
Po volbách roku 1948 byl zvolen do Národního shromáždění za KSČ ve volebním kraji Mladá Boleslav. Mandát nabyl až dodatečně v červenci 1951 jako náhradník poté, co rezignoval poslanec Vilém Nový. V parlamentu zasedal až do konce funkčního období, tedy do voleb v roce 1954.